# Rudolf Gebauer (Widerstandskämpfer)
Rudolf „Rudi“ Gebauer (* 19. Juli 1903 in Gersdorf, Amtshauptmannschaft Pirna; † 10. Dezember 1938 in Dresden) war ein deutscher Lokalpolitiker (KPD) und Widerstandskämpfer gegen das NS-Regime.

## Leben
Gebauer erlernte den Beruf des Gärtners, war jedoch dann viele Jahre als Chemiearbeiter in den Rütgerswerken in Dohna tätig. Später arbeitete er als Bauarbeiter bei der Firma Gerstenberger und Döhler in Dresden. 1921 trat er der Kommunistischen Partei Deutschlands (KPD) bei. In Dohna war er Vorsitzender der KPD und Stadtverordneter. Er initiierte Ende 1932 gemeinsame Aktionen der beiden Arbeiterparteien, KPD und SPD, gegen den heraufziehenden Nationalsozialismus.
Nach der „Machtergreifung“ der Nationalsozialisten 1933 war Gebauer weiterhin illegal für die KPD aktiv. Zusammen mit Kurt Schmidt und Erhard Wiedrich von der KPD-Ortsgruppe Dohna brachte Gebauer – bereits eine Woche nach der Ernennung von Adolf Hitler zum Reichskanzler – in der Nacht zum 7. Februar 1933 an Häusern und Zäunen in Dohna und Umgebung Losungen an, wie etwa: „Heraus zum Generalstreik!“ und „Nieder mit Hitler!“.
Mit Parteifreunden half er gefährdete Genossen aus Deutschland in die Tschechoslowakei zu bringen. Sie brachten auch Flugblätter und anderes in der Tschechoslowakei gedrucktes Parteimaterial nach Deutschland. Im Juli 1933 wurde Gebauer bei einem Grenzübertritt in Rugiswalde mit Flugblättern verhaftet und in das KZ Hohnstein gebracht. Hier wurde er von der SA schwer misshandelt. Sein Gesicht wurde bis zur Unkenntlichkeit zerschlagen. Im Lager stellte Gebauer Kontakt zu den Heidenauer Genossen Bruno Gleißberg, Robert Müller und Emil Schemmel her. Sie berieten hier die künftige illegale Arbeit.
Nach seiner Entlassung im Januar 1934 nahm Gebauer die illegale Arbeit sofort wieder auf. Um ihn bildete sich eine Widerstandsgruppe. Zu seiner Gruppe gehörten unter anderem: Anna Hirsch, Alwin Höntzsch, Emil Schemmel, Arthur Schirmer, Bruno Ziesche und Heinrich Flegel. Die Gruppe Gebauer erwarb sich vor allem in den Jahren 1936 bis 1938 Verdienste bei der Organisierung der illegalen Arbeit im Raum Dohna – Heidenau. Sie hatte auch umfangreiche Verbindungen zu illegal arbeitenden Genossen im Kreis Pirna, in Dresden, in der Tschechoslowakei und zur Auslandsleitung der KPD in Prag. Die Mitglieder der Gruppe Gebauer sammelten darüber hinaus Gelder zur Finanzierung der eigenen Arbeit und zur Unterstützung der in der Emigration lebenden Genossen sowie ihrer Angehörigen. 
Im Februar 1936 stellte der Grenzunterabschnittsleiter der KPD Camillo Hölzel durch einen Kurier eine Verbindung zu Gebauer her. In der Wohnung des Genossen Rudolf Peschina im nordböhmischen Niedereinsiedel fand eine Beratung über die Weiterführung der illegalen Arbeit statt. Im März trafen sich die beiden dort erneut, Gebauer erhielt weitere Instruktionen für die illegale Arbeit der KPD im Raum Pirna-Heidenau-Dohna. Im Sommer stellte die von Gebauer geleitete illegale Parteiorganisation den Kontakt zu Fritz Ehrlich in Pirna her. Gebauer traf erneut mit Hölzel zusammen, diesmal in Rumburg. Dort informierte er auch den Beauftragten der Auslandsleitung der KPD für die Rote Hilfe, Jacob Binder, über die illegale Parteiarbeit. Neben den regelmäßigen Treffen zwischen Hölzel und Gebauer, sorgten Kuriere für den Austausch von Informationen. Sie überbrachten Gebauer auch illegale Literatur, darunter Schriften im Kleinformat auf Dünndruckpapier und in Beuteln als „Dr. Oetkers Backpulver“ getarnt. Im Dezember 1936 wurden die von der Gruppe Gebauer gesammelten Gelder zur Unterstützung der in der Emigration lebenden Genossen bei Hölzel abgerechnet. 
An Ostern 1937 traf Gebauer erneut in Rumburg mit Camillo Hölzel zusammen. Diesem Treffen wohnte auch Adolf Schilling und ein weiterer Genosse aus Prag bei. Sie berieten die Weiterführung der illegalen Arbeit. Im Sommer 1937 initiierte Gebauer eine Beratung in der Wohnung des Pirnaer Genossen Walter Hauptvogel mit den Arthur Schirmer aus Dohna und Karl Täubrich aus Pirna. Im Frühjahr 1938 nahm Gebauer an der illegalen Beratung in der Nähe der Lugschänke bei Heidenau teil. Er sprach über die politische Lage, besonders über die drohende Kriegsgefahr. An der Beratung nahmen neben Gebauer unter anderem auch die Genossen Anton Kiseloff und Arthur Schirmer aus Dohna, Emil Schemmel aus Heidenau sowie Walter Schmiedel aus Pirna-Zuschendorf teil. Am 17. Juli 1938 berieten Gebauer und Schirmer mit einem neuen Kurier der KPD-Grenzabschnittsleitung auf dem Feistenberg bei Pirna. Von ihm erhielten sie weitere Instruktionen für die illegale Parteiarbeit.
Am 27. September 1938 wurde Gebauer erneut von der Gestapo verhaftet und am 10. Dezember 1938 im Polizeipräsidium Dresden ermordet. Aus den Prozessunterlagen ist ersichtlich, dass Gebauer, obwohl unmenschlichen Verhören ausgesetzt, geschwiegen hat.

## Ehrungen
- Gebauers Name findet sich auf dem im September 1952 eingeweihten Ehrenmal für die „Opfer des Faschismus“ auf dem Markt in Dohna.
- Im Oktober 1981 wurde vom Rat der Stadt Dohna eine Gedenktafel für Gebauer an seinem ehemaligen Wohnhaus in Dohna, Pestalozzistraße 7, angebracht.
- In Dohna wurde zudem eine Straße nach ihm benannt.